# Andrzej Kowalczyk (fizyk)
Andrzej Antoni Kowalczyk (ur. 29 kwietnia 1948 w Toruniu) – polski profesor fizyki molekularnej, biofizyki i optyki.

## Życiorys
W 1965 roku ukończył IV Liceum Ogólnokształcące w Toruniu. Następnie podjął studia z zakresu fizyki teoretycznej na Uniwersytecie Mikołaja Kopernika w Toruniu, które ukończył w roku 1970. Dziewięć lat później obronił pracę doktorską zatytułowaną Badanie relaksacji stanu wzbudzonego kumaryn. W 1994 roku habilitował się rozprawą pt. Fotoluminescencja w zastosowaniach analitycznych. Tytuł profesora uzyskał w roku 2004.
Odbywał staż naukowy na Johns Hopkins University w Baltimore (w latach 1980-1981), Paterson Laboratories Christie Hospital w Manchesterze (1983-1984) oraz Katholieke Universiteit w Leuven (1991). Jego specjalnością są luminescencja roztworów i spektroskopia czasowo-rozdzielcza. Jest członkiem zarządu Polskiego Stowarzyszenia Fotonicznego. W latach 2008–2016 pełnił także funkcję prodziekana ds. kształcenia i badań naukowych Wydziału Fizyki, Astronomii i Informatyki Stosowanej UMK.

## Prace badawcze
- Opracowanie metody i budowa urządzenia do analizy i obrazowania półprzezroczystych struktur trójwymiarowych z nanometrową rozdzielczością za pomocą światła o częściowej spójności (2009)

## Wybrane publikacje
- Spectral shaping and least square iterative deconvolution in spectral OCT, Proceedings of SPIE, 5316
- Standard resolution spectral domain optical coherence tomography in clinical ophthalmic imaging, Proc. SPIE 5688, 69-76
- Full range complex spectral domain optical coherence tomography with arbitrary or unknown phase, Proc. SPIE 5690, 426-429
- In vivo imaging of posterior capsule opacification and the results of laser capsulotomy using the novel technique of spectral optical coherence tomography, Journal of Cataract ; Refractive Surgery 32(11), 1892-1895
- Fourier domain optical coherence tomography using optical frequency comb, Proc. SPIE 6429, 64291F
- Phase-resolved Doppler Optical Coherence Tomography – limitations and improvements, Optics Letters 33 (13), 1425
- Flow velocity estimation by complex ambiguity free joint Spectral and Time domain Optical Coherence Tomography, Optics Express 17(16), 14281-14297
- Comparison of reflectivity maps and outer retinal topography in retinal disease by 3-D Fourier domain optical coherence tomography, Optics Express, 17